# Be Here Now
Be Here Now er titlen på det britiske band Oasis' tredje album. Det er udgivet 21. august 1997. Albummet, som var længe ventet af fans og kritikere pga. bandets tidligere succes med deres forrige plader, blev produceret i forskellige studier (bl.a. Abbey Road Studios) rundt omkring i London (og omegn) af Noel Gallagher og Owen Morris fra oktober 1996 til april 1997. Oasis var omkring pladens udgivelse på toppen fa deres berømmelse – kommercielt set! – og da Be Here Now udgives bliver det deres hurtigst sælgende udgivelse til dato. På udgivelsesdatoen alene blev der solgt 420,000 enheder, og over en million enheder inden for to uger. På verdensplan solgte den 8 millioner eksemplarer, skønt den ikke levede op til de store forventninger, som omverdenen – og bandet – havde sat til den. Sideløbende med pladen udkom også singlerne D'You Know What I Mean?, Stand by Me, All Around the World og Don't Go Away.

## Spor
1. "D'You Know What I Mean?" – 7:42
2. "My Big Mouth" – 5:02
3. "Magic Pie" – 7:19
4. "Stand by Me" – 5:56
5. "I Hope, I Think, I Know" – 4:22
6. "The Girl in the Dirty Shirt" – 5:49
7. "Fade In-Out" – 6:52
8. "Don't Go Away" – 4:48
9. "Be Here Now" – 5:13
10. "All Around the World" – 9:20
11. "It's Gettin' Better (Man!!)" – 7:00
12. "All Around the World (Reprise)" – 2:08

## Musikere
- Liam Gallagher – vokal
- Paul Bonehead Arthurs – rytme guitar
- Noel Gallagher – lead guitar & vokal
- Alan White – trommer
- Guisy – bas